# Supermarine Sea Otter
Supermarine Sea Otter – brytyjski wodnosamolot typu amfibia zwiadowcza i ratownicza z okresu II wojny światowej

## Historia
W 1938 roku wytwórnia Supermarine otrzymała zlecenie na opracowanie nowego wodnosamolotu, który miałby zastąpić produkowany wodnosamolot Supermarine Walrus. Już w sierpniu 1938 roku oblatano prototyp tego samolotu, który otrzymał oznaczenie Sea Otter (wydra morska). W toku dalszych prac dokonano szeregu poprawek i udoskonaleń i dopiero w 1942 roku skierowano ten samolot do produkcji seryjnej. 
Produkowano go w dwóch wersjach: 
- Mk. I – wersja zwiadowcza (ABR – Amphibian-Boat Recconaisance) dla lotnictwa brytyjskiej marynarki wojennej
- Mk. II – wersja zmodyfikowana jako wodnosamolot ratownictwa morskiego (ASR – Air-Sea Rescue) dla RAFu

Produkcja wodnosamolotu Supermarine Sea Otter trwała do 1945 roku i zbudowano 292 samoloty obu wersji. 

## Użycie
Samolot Supermarine Sea Otter zostały wprowadzone do służby w 1944 roku jako pierwszy otrzymał je 1700 Dywizjon Fleet Air Arm stacjonujący na lotniskowcu eskortowym HMS Khedive, były to samoloty w wersji zwiadowczej. W późniejszym okresie otrzymały go także inne dywizjony.
Samoloty w wersji ratownictwa morskiego otrzymały dywizjony Royal Air Force, zarówno walczące w Europie, jak również na Dalekim Wschodzie. Wyróżniły się zwłaszcza w trakcie walk w Birmie. 
Oprócz lotnictwa brytyjskiego samoloty tego typu użytkowało lotnictwo Australii, Danii i Holandii, a także lotnictwo francuskie działające w rejonie Indochin.

## Opis konstrukcji
Samolot Supermarine Sea Otter był dwupłatową amfibią o konstrukcji mieszanej. Podwozie kołowe było chowane w locie w dolnym płacie. Płaty były składane do tyłu, co umożliwiało umieszczenie samolotu w hangarze okrętowych. Napęd stanowił silnik gwiazdowy umieszczony w gondoli przed baldachimem górnego płatu.
Uzbrojenie samolotu stanowiły 3 ruchome karabiny maszynowe Vickers K, z których jeden umieszczony był w otwartym  stanowisku dziobowym, a dwa pozostałe na grzbiecie kadłuba umieszczone na obrotnicy razem. Pod dolnym płatem znajdowały się cztery zaczepy, w których można było mocować bomby zwykłe lub głębinowe o masie łącznej 450 kg. 